# Le Roi Arthus
Le Roi Arthus, opus 23, est un drame lyrique en trois actes et six tableaux du compositeur français Ernest Chausson sur un livret écrit par lui-même. Écrit entre 1886 et 1895, l'ouvrage n'est représenté pour la première fois que quatre ans après la mort du compositeur, le 30 novembre 1903 au Théâtre royal de la Monnaie à Bruxelles au terme d'une longue attente. La scénographie lors de la création a été confiée à Albert Dubosq et les costumes au peintre symboliste Fernand Khnopff. Les décors ont été réalisés par les ateliers de Dubosq et Henri Lerolle, beau-frère du compositeur ; la production a été supervisée par la veuve de Chausson.
Depuis la première française qui n'eut lieu que le 30 mars 1916 (mais uniquement le troisième acte), l'opéra a été peu représenté : Dortmund et Bregenz en 1996, Montpellier et Cologne en 1997, Bruxelles en 2003 pour célébrer le centenaire de la création mondiale et Strasbourg en 2014. Une nouvelle production, mise en scène par Graham Vick, a été présentée à l'Opéra national de Paris en 2015, avec Roberto Alagna, Sophie Koch et Thomas Hampson.

## Conception
Longtemps considéré comme un ouvrage typiquement wagnérien, avec l'influence notable de Tristan und Isolde et de Parsifal (il a d'ailleurs été souvent qualifié de « plus grand opéra wagnérien français »), on tend aujourd'hui à nuancer ce jugement, en soulignant la part non moins importante d'Hector Berlioz dans l'écriture musicale (le premier acte surtout), et à reconnaître dans ses plus belles pages (notamment dans le troisième acte avec la mort de Genièvre et le final) la touche véritablement personnelle du compositeur.

## Rôles
| Rôle                                                                         | Type de voix  | Distribution de la création Direction musicale : Sylvain Dupuis |
| ---------------------------------------------------------------------------- | ------------- | --------------------------------------------------------------- |
| Arthus                                                                       | baryton       | Henri Albers                                                    |
| Genièvre                                                                     | mezzo-soprano | Jeanne Charlotte Paquot d'Assy                                  |
| Lancelot                                                                     | ténor         | Charles Dalmorès                                                |
| Lyonnel                                                                      | ténor         | Ernest Forgeur                                                  |
| Merlin                                                                       | baryton       | Édouard Cotreuil                                                |
| Mordred                                                                      | basse         | Arthur François                                                 |
| Allan                                                                        | basse         | Jean Vallier                                                    |
| Un laboureur                                                                 | ténor         | Lucien Henner                                                   |
| Un chevalier / un écuyer                                                     | basse         | Charles Danlée                                                  |
| Chœurs : chevaliers, écuyers, pages, bardes ; dames de compagnie de Genièvre |               |                                                                 |

## Argument

### Acte I
Vainqueur des Saxons, le roi Arthus loue les prouesses au combat des chevaliers de la Table ronde, et particulièrement de Lancelot. Cette nuit-là, cependant, Lancelot retrouve Genièvre, l'épouse d'Arthus. Leur adultère est découvert par Mordred. Lancelot dégaine son épée contre lui et le blesse. 

### Acte II
Lancelot gagne son château avec Genièvre. Il apprend que Mordred est vivant et a révélé la vérité au roi. Arthus consulte l'enchanteur Merlin qui lui annonce le déclin de la Table ronde.

### Acte III
Arthus poursuit Lancelot et lance l'assaut, mais Lancelot abandonne ses armes et refuse de combattre son roi. Genièvre, craignant la mort imminente de Lancelot, s'étrangle avec sa propre chevelure. Arthus accorde le pardon à Lancelot, qui succombe à ses blessures. Une nacelle arrive sur le rivage pour conduire le roi vers l'"idéal".

## Enregistrements
- Le Roi Arthus Gino Quilico, Teresa Żylis-Gara, Gösta Winbergh, René Massis, Gilles Cachemaille, French Radio Chorus and New Philharmonic Orchestra, sous la direction d'Armin Jordan, Erato, 1986.
- Le Roi Arthus Philippe Rouillon, Susan Anthony, Douglas Nasrawi, Gilles Cachemaille, Evgenij Demerdjiev, Wiener Symphoniker sous la direction de Marcello Viotti, ORF Koch Schwann, 1996
- Le Roi Arthus Andrew Schroeder, François Le Roux, Susan Bullock, Simon O'Neill, David Okulitch, Donald McIntyre, Paul Parfitt, BBC Symphony Orchestra, sous la direction de Leon Botstein, Telarc, 2005.

## Sources
- The Viking Opera Guide, éd. Holden, Viking, 1993.
- Del Teatro (en italien)
- (it) Amadeus Online
- Le Roi Arthus sur le site des archives du Théâtre de la Monnaie.
- The Oxford Illustrated History of Opera, éd. Parker, O University Press, 1994.